# Campionati del mondo di atletica leggera 1999 - 100 metri piani maschili
I 100 m hanno visto la loro finale 22 agosto 1999.

## Finale
| Pos | Nome                          | Tempo     |
| --- | ----------------------------- | --------- |
|     | Maurice Greene (USA)          | 9.80 (CR) |
|     | Bruny Surin (CAN)             | 9.84      |
|     | Dwain Chambers (GBR)          | 9.97      |
| 4.  | Obadele Thompson (BRB)        | 10.00     |
| 5.  | Tim Harden (USA)              | 10.02     |
| 6.  | Tim Montgomery (USA)          | 10.04     |
| 7.  | Jason Gardener (GBR)          | 10.07     |
| 8.  | Kareem Streete-Thompson (CYM) | 10.24     |